# Svatá Dymphna
Svatá Dymphna (také Dympna, Dimpna, zemřela asi 650) byla irská světice.

## Život
Byla dcerou irského pohanského krále Damona a jeho křesťanské ženy. Když jí bylo čtrnáct let, zemřela jí matka. Její otec se se smrtí své ženy nemohl vyrovnat a začal trpět psychickými problémy. Začal hledat ženu, která by mu vzhledem i vlastnostmi připomínala zemřelou manželku. Hledání bylo ale neúspěšné. Jeho rádci mu poradili, ať si vezme za ženu svou dceru. Když se to ta dozvěděla, utekla s knězem, sv. Gerebernem, a dalšími dvěma přáteli z hradu a dostali se až do belgického Geelu, kde je ovšem její otec našel. Knězi nechal stít hlavu a svou dceru se snažil přesvědčit, ať se s ním vrátí do Irska. Ona to odmítla a její otec jí za to mečem sťal hlavu. Zemřela v 15 letech. [zdroj?] Její tělo je dnes uchováno v jejím kostele v Geelu ve stříbrném relikviáři.

## Další informace
Její svátek se slaví 15. května. Zobrazována je většinou sťatá nebo klečící při mši, zatímco její otec zabíjí sv. Gereberna. Jejími dalšími atributy jsou lampa a meč. Legendu o svaté Dymphně napsal mimo jiné Jakub Deml (Život Svaté Dympny, 1912), který její příběh pokládal za vůbec nejkrásnější a nejpoetičtější životopis světce. Život Svaté Dympny, ač jde pouze o adaptaci latinské předlohy, je jednou z mála čistě epických knih Demlova díla. Sv. Dymphna je pokládána za patronku duševního zdraví. Legenda o ní se rozšířila ve 13. století, kdy o ní vznikly první hagiografické spisy. 

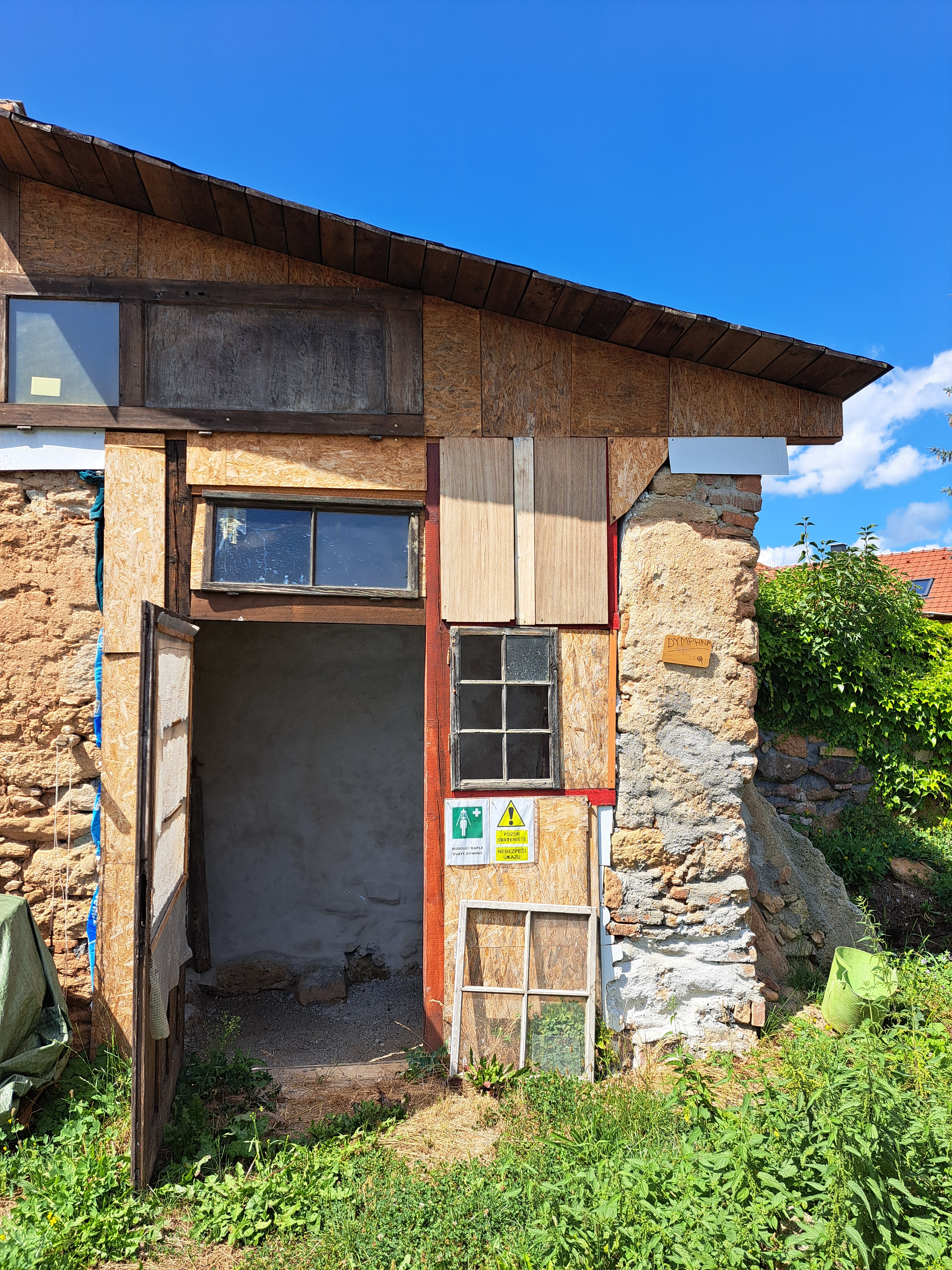
Kaple sv. Dymphny v Ledcích

Jediná kaple svaté Dymphny v České republice se nachází v obci Ledce v Plzeňském kraji.